# Pseudoclathrosphaerina evamariae
Pseudoclathrosphaerina evamariae är en svampart som beskrevs av Voglmayr 1997. Pseudoclathrosphaerina evamariae ingår i släktet Pseudoclathrosphaerina, divisionen sporsäcksvampar och riket svampar.   Inga underarter finns listade i Catalogue of Life.